# 妖精作戦
『妖精作戦』（ようせいさくせん）とは、笹本祐一による日本のライトノベル。初版がソノラマ文庫から1984年に発売され、1994年に新装版、2011年に創元SF文庫よりシリーズが再刊された。作者のデビュー作であり、著者の「現役最古のライトノベル作家」という自称が示すとおり、この作品は青少年向けSFが「ジュブナイル」と呼ばれていた時代に発売され「時代を変えた」、「ライトノベルの直系の先祖」とも言える作品である。

## あらすじ

### 妖精作戦
9月1日、榊裕が夏休み最後の休日を利用してオールナイト映画のはしごを終え、国立にある私立星南大付属高校の学生寮に帰ろうと新宿駅東口改札へ着いたとき、自動販売機で切符を買えずに困り果てている一人の少女を見つける。機械を使うのが苦手と言う少女、小牧ノブを送り届けた榊だが、寝ぼけていたために名前すらもよく覚えていなかった。
次の日の放課後、榊と沖田玲朗、真田佐助が買い物に出かけた際、非常識な低空飛行を行っていたベル ジェットレンジャーが墜落する場面に遭遇する。その現場を眺めている少女、ノブを見つけた榊は昨日の出来事を思い出し、4人で自己紹介をしている場に、事故を取材していた鳴海つばさが現れる。夏休みのバイトのレポートを依頼していたつばさと沖田が揉め始め、皆は解散する。
ある日、神戸港に着いた貨物船から大排気量にチューンアップされたCB1100Rに乗った男が降りてくる。山あいの喫茶店ダイアナで、マスターという情報屋から「小牧ノブという少女のボディーガード依頼」を受けた男はその金額に目を見張り、その背景を尋ねる。「SCFのブルーサーチがスターボウ計画という超能力者のスカウトを行っている」と聞いた男は、そのリスクの大きさに納得しながら契約書に「平沢千明」とサインし、超能力者の専門家としてマスターに幹本沙織という占い師を紹介される。
ノブの転校以来、何度も何者かに連れ去られそうになる事件が起き、その都度平沢の手により難を逃れていたが、これ以上騒ぎに巻き込みたくないノブが深夜に寮を立ち去ろうとする時にSCFの部隊が現れ、その場に居た榊もノブと一緒に薬で眠らされ、横須賀沖の超弩級潜水艦「カサンドラ」に拉致されてしまう。
ノブ達を救出しようと、沖田、真田、つばさ、そして平沢達はカサンドラに潜入するも捕まり、赤道直下のアレキサス諸島の海底にあるイエローサーチに連行される。平沢と協力し脱出を試みる6人は、地球-宇宙連絡機CHC-73 ワルキューレを奪取し日本への帰還を計画するが、機体は自動操縦にロックされており機体は大気圏を突破する。
宇宙まで連れてきてしまったことを詫びるノブは榊に、自分が超能力者であり、そのためにSCFから追われる身であることを話し、これ以上ついて来ると後悔すると言う。しかし榊は、後悔なんてしない、と答えノブに付き合うことを伝える。
宇宙船「CC-104 ルナトランスポーター」に捕獲され、月のヘヴィサイドクレーターにあるルナベースへと着いた一行は、基地指令のキーラーからSCFが存在する意味と、その敵について知る。

### ハレーション・ゴースト
SCFとの戦いから離れ、沖田を主人公として文化祭前後の出来事が語られる。『ビューティフル・ドリーマー』へのオマージュであり、「1巻より売れていた」という伝説の怪作。

#### パターンA ハレーション・ゴースト
文化祭まであと一週間と二日という日の放課後、沖田は買出しに出かけた国立駅前通りで黒服の男たちに少女が誘拐されそうになる光景を眼にして助けようとするが、不意に空中に出現した大岩が落ちると共に少女も黒服たちも消滅する。
その夜、桂木荘の正面玄関でクラスの自主制作映画『クレオパトラに投げキスを』の夜間ロケを行っていた沖田達は、突然起こった地震に驚きながらも撮影を終えるが、自然研の地震計は正面玄関だけしか地震を記録していなかった。
次の日、授業を受けていた沖田は、3階の窓の外に昨日の少女を見つけ愕然とする。そして夕食後、スタッフたちとロケのフィルムを観ていた榊は、地震の実況撮影の3コマだけに写っている人間に気付く。それは、あの少女だった。
驚く暇も無く部屋につばさが飛び込んで来て、大温室での夜間ロケの準備中に姫が謎の人物に誘拐されたと聞かされた一行は現場に急ぐ。
高さ40メートル以上、その中でロードワークが出来るほど広大な大温室の第3層で、長身に黒マントを着た誘拐者は沖田達の攻撃を5メートル以上もジャンプして避け、第4層のキャットウォークへ逃げ出す。
沖田と南部はそれぞれ、スズキRH250とヤマハRZ350Rの2台のバイクで追いかけるが、途中で沖田の前に少女が現れ「誘拐者は本物のドラキュラだ」と告げ、付いて行きたいと話す。
沖田は了解し、タンデムでドラキュラを追って上層に駆け上がりながら名前を聞くと、少女は氷島陽子と答える。
つばさとの協力で最上階に追い詰めたドラキュラの姿は温室のガラスに映っていなかった。ガラスを割って天井に飛び出したドラキュラを追いかけ、大温室のガラス屋根を疾走するバイクの後部に座っていた陽子が、小さな銀の十字架のネックレスを沖田に手渡す。
銀のロザリオの攻撃を受け、屋上から飛んで逃げようとするドラキュラを追いかけてバイクで飛び出した沖田は、ロザリオを叩き付けながら姫を引き摺り下ろして屋上のつばさへ投げ飛ばすと、ドラキュラは消え、コウモリが飛び去っていく。
高度40メートル以上から空中へダイビングした沖田は観念するが、頭の中に「助けてあげる」という陽子の舌足らずな声が届くと共に、バイクは羽が生えたように浮遊し地上の花壇に何事も無く着地する。
騒ぎは収まらず、翌朝、桂木寮に狼男が現れ、金紺館には雪女が大吹雪を引き起こし、寮全体を凍らせていた。再び陽子に救われた沖田の前に案内人が現れ、「この騒ぎの原因の一つは、あなたです」と告げて消える。
その後、加速的に騒ぎは拡大し、学園内に巨大なサラマンダーやシーサーペント、ゴーレム等が出没する。
「氷島陽子の正体は何か？」、「なぜ、こんな怪奇現象が続発するのか？」真相を知るために、沖田は調査を開始する。

#### パターンB YOU MAY DREAM

##### D-DAY（文化祭初日）マイナス3
文化祭の準備のため、星南学園全体に非常事態宣言が発令され、メイン催事場の講堂、体育館、校舎、寮の全てがイベント準備のために24時間態勢で作業を行っている中、2-Bスタッフ一同が405号室でフィルム編集作業を行っていた。
PM4:30、沖田は不意に誰かの視線を感じたが、窓の外を見ても誰も居ない、気のせいか寝不足のためと思い作業に戻る。
PM6:30、ノブとつばさが食事をしていた食堂のTVで流れるニュースは、「南太平洋大戸島で栄光丸と備後丸が消息を絶った」、そして「阿蘇山が噴火した」と告げていた。

##### D-DAY マイナス2
AM2:30、寮の自動販売機を漁って食事をしていた沖田は、ポケットからロザリオを取り出し考え込んでいた。そこに怪物の仮装をした3人組が現れる。沖田は即座に南部たち3人と看破し、アテレコに来るように伝えると、3人と座敷童子が出て行く。
AM9:00、高校放送部のスタジオでアテレコを行っていた沖田は、舌足らずな呼び声を聞く。声の主を必死に思い出そうとするが、どうしても思い出すことは出来なかった。
PM2:00、男子・女子部合同の新聞部本部となった第三家庭科室で、つばさは締め切り前の修羅場を指揮していた。どうにか本日分の作業が終わり、校舎の屋上に出たつばさは、空に細い胴体の4発プロペラ機が編隊飛行しているのを見つける。その時、どこからかサイレンが鳴り響くと、きな臭い風が吹き、眼下の町は残骸と化し焼け爛れていた。不意に肩を叩かれ、怯えるつばさ。振り向くと、ノブが居た。景色も普通に戻り、寝不足で幻覚を見たと考えたつばさはヤケ喰いする。
PM4:30、映画の編集作業が終わり、参加者全員でラストカットの声を入れる。
PM7:00、格納庫でバイクのレストアを行っていた沖田達は、首の無い人物が乗ったカワサキW1が走り去るのを目撃する。自分でもなぜかは判らないまま、「また怪奇現象が起きるのでは」と思いながら女子寮の方を見る。
PM11:25、ノブに呼び出され、こっそりと大温室に出かけた榊は「現実があやふやな感じがする」というノブの悩みを聞く。不安げなノブをなだめる榊は覗き見していた沖田たちを見つけ、邪魔者を叱責する。そこで沖田は再び呼び声を聞き、遠くのキャットウォークに居る少女を見つけるが、次の瞬間消えてしまう。

##### D-DAY マイナス1
AM 02:43、榊は夢を見ていた。破損だらけの状態で再突入するスペースシャトルをなんとか着陸させようと奮闘している最中、両側の主翼が千切れ、続いて垂直尾翼が千切れ飛ぶ。そして、出鱈目なスピンに陥った機内に高温のプラズマが吹き込み、瞬時に6人を蒸発させる。
405号室で飛び起きた榊は、真田、そして沖田も同じ夢を見たことを知る。
AM 07:00、2-Bの教室で試写会の準備をしていた沖田達の所へ、ノブとつばさが訪ねてくる。榊が目を腫らした表情のノブに理由を尋ねると、「スペースシャトルが燃える夢を見た」と答え、つばさも同じ夢を見たことを告白する。不思議な踊りを踊りだした榊は、ノブに何時頃に「夢」を見たか尋ね、つばさを含め5人全員が概ね同じ時刻に同じ夢を見たことを確認する。
AM 07:35、試写会の最中に榊は「女の子」が再び一瞬だけ映っているのを見つけ、沖田に伝える。沖田は記憶の底を探り、思わず「ひじまようこ」という名を呟く。
AM 08:00、試写会が終了し、観客がスタンディングオベーションを贈る中、沖田は達成感に喜ぶスタッフ達の中に居る和田にボツフィルムの在り処を尋ね、教室を飛び出ていく。
AM 10:30、男子部・女子部合同ブラスバンド部が『スター・ウォーズ』のテーマ曲に合わせたバンドドリルの練習を一旦終え、クラリネットパートのノブも休憩しようとした所へ榊が現れる。その後ろからつばさが現れ、ラジオのニュースで「駿河湾に巨大な卵が流れ着いた」と報じているのを聞いた後、校内のミニFMが「正面玄関で事故が発生した」というニュースを伝えていることに気付き、無線で状況を確認して華道部のスタッフが巻き込まれたことを知る。ノブは姫が正面玄関の飾り付けのことを話していたことを思い出し、「姫が正面玄関に居る」と榊とつばさに告げる。
AM 08:01、スタッフたちと喜んでいる榊に、ノブが「昨日の事を覚えている？」と問いかけてくる。何のことか判らない榊がノブと一緒に廊下に出てもう一度尋ねると、「ラストカットの歓声の中に『沖田くん』という声が聞こえた。そして、昨日の温室でも同じ声を聞いた事を思い出した」と答える。だが、榊には聞こえていなかった。
AM 08:30、沖田はボツフィルムの中から、少女が3カットだけ写っているフィルムを見つけるが、正体に思い当たらず困惑する。
AM 09:30、沖田は大温室の中で昨日までの記憶を探っているうちに、ポケットの中に入っていたロザリオに気付き、何かを思い出しそうになる。その背後から黒服の男が現れ、なぜか知り合いと感じた沖田は誰何するが、相手は謎の笑みを浮かべて否定する。
AM 09:35、沖田は男子部新聞部部室で名簿を調べ、「一年三組、氷島陽子、347号室」という見覚えのある名前を見つけるが、和田に去年の名簿であることを告げられる。今年の名簿は行方不明だという和田の言葉に、沖田は部室を出て行く。
AM 10:30、ブラスバンドの練習を終えたノブは榊を見つけて話しかけるが、夢の中に居るような違和感を覚え、今の会話を前にもした気がすると言いながら、もうすぐつばさが来ると呟く。ちょうどその時、つばさがやって来て榊との会話を聞き、「やっぱり二度目だ」と確信する。そして様子を心配する二人に、「正面玄関で姫が取り残されてしまう」と告げた途端、つばさの耳に事故の話が飛び込んでくる。榊は「時を駆けた、もしくは夢邪鬼の所為か…」と問いかけながら助けに向かう。

## 登場人物
※「声」はラジオドラマ版の声優。

### 星南大付属高生
榊裕（さかき ひろし）（声：長谷有洋）
ノブの恋人であり、2巻を除いた本作の主人公。
私立星南大付属高校男子部二年B組。学生寮（金紺館）では沖田や真田と同じ405号室。
『妖精作戦』においてエスパーコンプレックスに悩むノブを受け止め、恋人となる。
文化祭では、クラスの自主撮影映画『クレオパトラに投げキスを』のシナリオ担当。
小牧ノブ（こまき のぶ）（声：安永亜衣）
榊の恋人であり、2巻を除いた本作のヒロイン。身長158センチメートル、体重45キログラム。転校3日目にカラー写真5枚組が売買されるほどの容姿。
つばさの同室者であり、クラスも同じ女子部2年2組。
念動系の超能力者で桁外れの力を秘めており、スペースシャトルをテレキネシスで操ることも出来る。
機械が全く駄目で、電車の切符の買い方すら分からなかったために榊と知り合うことになる。
吹奏楽部所属、文化祭ではクラリネットのセカンドパートを担当。
沖田玲朗（おきた れいろう）（声：知念正文）
榊の同室者であり、クラスメイト。『ハレーション・ゴースト』の主人公。
帰国子女で、ブロンクスなまりのアメリカ語を操る。ハイライトを愛好する。
自動車部員で、カワサキ750SS（7台の寄せ集め）が愛車。2巻では35馬力にデチューンしたエンジンを載せたスズキRH250に乗っている。
また、山岳部、新聞部、軽音楽部（トランペット）にも出入りしており、女子部の生徒から隠れファンクラブがあると言われている。
文化祭では、『クレオパトラに投げキスを』の監督を担当。
鳴海つばさ（なるみ つばさ）（声：石丸有里子）
ノブのクラスメイトで、桂木荘ではノブと同じ432号室に住む。
愛車「必殺トレーシー（ヤマハCZ125のエンジンをヤマハDT200に換装した物）」を駆る。
女子新聞部部長で、北辰一刀流有段者の腕前と愛刀・村雨蘭丸を用いて、締め切り前のカンヅメ状態の部員を監視している。
沖田の天敵で、いつも何かのきっかけでケンカを始めている。
真田佐助（さなだ さすけ）（声：田の中勇）
榊の同室者であり、クラスメイト。雪国出身。
自称、戸沢白雲斎直系の13代目忍者。一文字手裏剣を幾つも隠し持っており、飛び道具として用いるのが特技。また、実家には村正がある。
体操部部員であり、バイクは持っていないが免許は所持しており、時々自動車部からバイクを借りて乗っている。1巻ではヤマハRZRを使用した。
ラジオドラマ版では設定が大きく変更され、老人となった。
霧野深雪（きりの みゆき）
小牧ノブのクラスメイトで、桂木荘ではノブ、つばさと同じ432号室に住む。
華道部副部長で、愛称は「姫」。文化祭では、『クレオパトラに投げキスを』のヒロインを担当した。
松田（まつだ）
「ドクトル」という仇名を持つ自然研の大幹部の一人。金紺館の407号室に住む。
科学関係に幅広い知識を持ち、アドバイザー的なポジション。沖田などにはマッドサイエンティストと認識されている。催眠術の練習もしているが、成果は出ていない。
地震や地質研究のためと称していくつもの爆弾を所持しており、星南学園の裏山にクレーターを作ったこともある。文化祭では原爆実験を行おうとしたが、未遂に終わった模様。
和田（わだ）
榊のクラスメイトで、金紺館の407号室に住む。男子新聞部所属。
OBの新聞社員とのコネクションを使い、校内、校外問わず各種情報を集めてくる情報屋。だが、新聞部内での力関係のせいで、つばさには頭が上がらない。
写真部とともに校内で夜の女子寮レポートや女子生徒のスナップ写真を売りさばくこともある。
南部（なんぶ）
榊のクラスメイトで自動車部部長（「暴走部のアタマ」とも）。金紺館の407号室に住む。
愛車は、ニトロを組み込んで改造したヤマハRZ350Rと、ホンダCB750K0（正確にはK0 - K7の部品の寄せ集め）。3巻では鈴鹿4耐への出場をもくろんでスズキRG250Γの改造を行っていた。
宮崎由紀（みやざき よしのり）
榊のクラスメイトで演劇部所属。
ハンサムだが性格は軽く、地震が苦手。沖田たちには名前を「ゆき」と読まれてからかわれている。
五ノ井（ごのい）
榊のクラスメイトで放送部所属。同じく放送部員の角田（かくた）と共に、いわゆるモブキャラの一人。
十南（となみ）
女子新聞部所属の二年生。五ノ井や角田と同様モブキャラ。
筆記速度が驚異的に速く、「人間ワープロ」というあだ名を持つ。
氷島陽子（ひじま ようこ）
『ハレーション・ゴースト』に登場。新聞部部員で、一年時は桂木荘の237号室に住んでいた。
細い鎖に繋がれた小さな銀の十字架を持っており、大温室に出現したドラキュラ退治のために沖田に渡した。
二年生のGWに交通事故に遭い、昏睡状態のままだったが文化祭の一週間前に死亡する。
実はGWの事故の際に「あの世」へ行く予定だったが、片思いしている沖田のことが忘れられず、案内人の元を脱走し「この世」に続く穴を開けてしまい、「あの世」から色々な「夢」が溢れ出し様々な事件が起こることになる。

### SCF関係者
アイザック・ジルベスター（声：久米明）
超心理学者としてソ連科学アカデミーのリビンスク研究所に所属していた、SCFのスターボウ計画メインスタッフ。現在ではSCFのESP研究所に所属。白髪のマッドサイエンティスト然とした風貌の持ち主。超能力者を戦力として用いることに疑問を抱いている。
超能力者の能力開発プログラムの指揮や、XCI-40の感応装置開発を担当。また、和紗結希のサイコクラッシャー能力を押さえ込む教育も行っている。
キーラー（声：西村淳二）
SCFルナベースの司令官。諜報畑出身の冷徹な人間で、「氷細工の死神」の異名を取る。スターボウ計画の主導者。
和紗結希（かずさ ゆき）
SCFスターボウ部隊で最年少（15歳）の少尉。能力指数135以上のエスパー。
元々の能力は超A級テレパスだが、現在はC級テレパスと念爆（サイコクラッシャー）能力を持つ。
サイコクラッシャーとして、体の前面にTNT換算で20t級の衝撃波を放つ能力を持つ。
星南大付属高潜入時はノブ達と同じ女子部二年二組で、桂木荘の443号室に住む。転校初日に写真部によってカラー写真8枚組が売買された。
学生時代に美術部に所属しており、つばさからカラーイラストの執筆依頼を受ける。
テレパス能力で無意識に相手の心を読んでしまうためか、表情・感情の発露に乏しかったが、SCFの行動を掴もうとする沖田達のデート作戦以来、沖田に仄かな思いを寄せており、
ブルーサーチから脱出しようとしていた沖田達とUFOとの衝突を止めようとして宇宙服のままサイコクラッシャーを発動させ、死亡する。
この光景を見たノブはある決意をし、『ラスト・レター』終盤の展開に繋がっていく。
マイク・ウォーレン
スターボウ部隊・七〇四宇宙戦術戦闘機小隊所属のパイロット。性格の軽い、テキサス生まれのアメリカ人。
普段はCI-40のような宇宙戦闘機を操縦しているが、F-16Cなどの大気圏内用戦闘機の操縦の腕もエース級である。超能力者としての能力は不明。
ノエル・ボー
スターボウ部隊所属のパイロットで、マイクの同僚。スペイン人の少女で、SCFにスカウトされる前はジプシーだった。
マイクと同様にCI-40などのパイロットを務めるが、超能力者としての能力は不明。

### その他
平沢千明（ひらさわ ちあき）（声：塩沢兼人）
ノブのボディガードを「誰かから」依頼されている私立探偵。
愛車はモーガン・プラス8と、フロントカウルをギュンター・クルップ特注の防弾用特殊合金に換えたCB1100R。
作中では、357マグナムを初めとする小火器からM60機関銃、M67 90mm無反動砲、果てはメッサーシュミット Me-163Bコメートまで扱い、スペースシャトルの操縦さえ出来る。
SCFからは、「レッドバグ」というコードネームで忌み嫌われている。
父親は「乱十郎」といい、こちらもSCFにマークされている。
幹本沙織（みきもと さおり）
歌舞伎町のバー「カウンターミラー」に居る自称"占い師"。
スターボウ計画のターゲットでもあり、超A級テレパス他の複合能力者。能力指数は140。
20世紀初頭から世界中に出没しているが、その容姿は変わっていない。
マスター
神戸で喫茶店「ダイアナ」を営む情報屋。
SCFや各国の情報に詳しく、その実力はCIAやSISと互角以上、多国籍企業並みで、仕事の仲介もする。
武器屋（ぶきや）
湘南通りの近くに古道具屋を構える、人の良さそうな老人。
裏の稼業は「核ミサイルだろうが中性子爆弾だろうが金さえあれば、手に入らないものは無い」という武器商人。
案内人（あんないにん）
「この世（物質世界）」と「あの世（精神世界）」の案内人。
いつも黒服に黒い帽子、そして白手袋という格好をしており、テレポート、時間干渉、時間停止、記憶操作など、各種の能力を使う。
上司に「大天使」、「ルシフェル」や「閻魔大王」が居る。
『ハレーション・ゴースト』では、氷島陽子の案内と、それに付随して発生した異常現象と星南大付属高の大温室に生まれた「穴」の対応をしている。
物語終盤に沖田達への依頼の報酬を渡せなかったお詫びとして「リィンカーネーション」を操作する。

## 用語
SCF（Sol Cosmic Force）
SCF（太陽系宇宙軍）は、宇宙人による宇宙開発の妨害と侵略に対抗するために発足した「超国家規模の宇宙軍」。1968年にコンドン委員会とソ連の特別委員会がUFOの飛来目的が宇宙開発の妨害だと結論づけたことを発端として、同年にSCF創設計画である「メンフィス計画」が始動。プロジェクト・ブルーブックなどの各国のUFO調査機関を吸収して1973年に創設された。構成員は各国軍や政府機関の中枢部にいた者が多い。
運営本部はジュネーブにあり、統合作戦本部がある北大西洋バミューダ海底基地、南極クインモードランド基地「ホワイトサーチ」、南太平洋上の「イエローサーチ」、衛星軌道上の「ブルーサーチ」、月の「ルナベース」、火星クリュセ平原の前線基地「レッドサーチ」を初めとする、対宇宙人防御網を構築しており、最大行動範囲は木星軌道の内側にまでおよぶ。なお、緊急迎撃を主任務としているため各地区は独立した指揮系統を有しており、全軍が合同で行動する事態は非常に少ない。
宇宙空間や航空機を主体とする地上の迎撃戦力は高度な装備を有しているが、それ以外の部署に予算が回ってくることは少なく、第二次世界大戦時の装備をいまだに使用し続けている部隊もある。また、対宇宙人専門の超国家軍という性質上、対地戦闘能力は無いが、ソ連軍、米軍、NATO軍、WTO軍、その他のほぼ世界中の国家の軍隊の装備と人員を自由裁量で借用できる。ただし、超大国の抵抗により「対地球非干渉の原則」特殊条項第二項という「UFO迎撃には使用しない」条件が課せられている。
日本支所は厚木基地の情報集積センターの地下にあり、NASA関連の軍に顔が利く政府機関の支部と称している。
スターボウ計画
ルナベースのエメラルドセクションで進められている、全地球規模の超能力者捜索、スカウト、および超能力者用感応制御装置搭載のXCI-40宇宙戦闘機のパイロット養成計画。最終的には超能力者による新部隊「スターボウ部隊」の編成を目的としている。
ノブはこの計画のターゲットになっているため、SCFに狙われることになる。
カーニバル・ナイト
SCFによるノブの誘拐計画のコードネーム。
自衛隊と在日米軍の混成部隊による平沢への撹乱工作と、和紗結希によるノブの確保を目的として、UH-7SC指令ヘリ、ビッグバードIV偵察衛星、ウニモグ指令車、74式戦車、75式155mm自走榴弾砲、戦闘ヘリAH-1S コブラ、F-16C ファイティングファルコン、AC-130H2ガンシップなどを使用した大規模な作戦。

イエローサーチ
パプアニューギニアの東方1,000 kmにある赤道直下のアレキサス諸島のメナシー島地下にある、太平洋地区の研究要塞。
活発な火山活動を利用した地熱発電を行い、巨大な施設を維持している。
ドックはカサンドラ級がゆうに3隻入港できる大きさがあり、地下に宇宙への補給任務についているワルキューレが使用する、全長3マイルの滑走路を備えている。
ブルーサーチ
地球高度衛星軌道上のラグランジュ点に位置し、回転して人工重力を生み出すリング状の居住区と、中央部の巨大なセンタードックと呼ばれるフランクフルト状のブロックからなる機動要塞。常に増改築が繰り返されている。
セントラル・コアと呼ばれる戦術情報司令部から、地球衛星軌道上のダイアナ・シリーズ哨戒衛星、数千万km彼方のシルヴィア・シリーズ人工惑星群から送られてくるデータの解析、およびSCF宇宙船団の大部分を統括している。
センタードック内の巨大な格納庫（通称「ジャンク・ヤード」）に各種宇宙船やCF-38およびCI-40宇宙戦闘機を多数擁している。
ルナベース
月のヘヴィサイドクレーターにあり、1,200人ほどが常駐する宇宙基地。
スターボウ計画は、この基地のエメラルドセクションで進められている。
UFO迎撃用に高出力対空レーザー砲、CF-38およびCI-40宇宙戦闘機を多数擁し、スペースシャトル射出用マスドライバーを持つ。
カサンドラ
基準排水量：80,000 t 最大排水量：100,000 t 全長：350 m 限界潜行深度：4,500 m
SCF太平洋艦隊所属の迎撃型原子力潜水艦。艦長はオルコット大佐。アンドロメダ級原子力潜水艦の4番艦であり、同型艦に大西洋艦隊所属の1番艦「アンドロメダ」、太平洋艦隊所属の「ナウシカ」、就航したばかりの「アルテミス」（所属不明）がある。船体はソ連、電子機器は日本、原子炉はフランス製であり、1980年にフィラデルフィア造船所で建造され、1981年に就航した。母港はイエローサーチ。
タイフーン型原子力潜水艦はおろか、ニミッツ級航空母艦すら上回る規模の超巨大潜水艦で、一種の潜水空母であり、フライトデッキと二層の格納甲板を有する。艦載機はAV-8BやFR-25CなどのVTOL戦闘機15機、F-22 20機、攻撃機改造の空対空ミサイル母機、高高度哨戒機、UH-7などを搭載しているほか、艦体前部にラーナIIIの発射サイロも持つ。そのほかに武装として核ミサイル、長距離狙撃用レーザー砲多数を装備している。
UH-7 ツタンカーメン
SCFおよびアメリカ海軍が運用している高速汎用ヘリコプター。元はベル社製の局地攻撃ヘリで、SCFでは連絡機として使用されている。『妖精作戦』にはUH-7SBが、『カーニバル・ナイト』には各種電子・探査機器を搭載した空中指揮機型のUH-7SCが登場した。
ロータリージェットエンジン搭載の複合ヘリコプターで、二重反転式ローターを有する。公称最高速度は480 km/hとヘリコプターとしては破格のもので、さらに戦闘機並みの機動性を発揮できる。乗員はUH-7SCで5名。武装は施されていないが、索敵ポッドの装備が可能。
CHC-73 ワルキューレ
全長：101.4 m 最大幅67.9 m 全備重量：約2,000 t ペイロード容量：300 t 最大速度：マッハ12以上（大気圏内）
SCF最大の水平発進型宇宙往還機（スペースプレーン）。7機以上が量産されており、5日に1回ペースで地球 - ブルーサーチ - ルナベース間の定期便に用いられている。XB-70をベースに開発された機体で、ダブルデルタ翼と一体化したブレンデッドウィングボディを持つ。機体材質は装甲セラミック。完全自動操縦も可能。地球からの発進時にはジェットエンジンを用いて成層圏まで上昇した後に、背部に装着した液体燃料ロケットブースターに点火し、大気圏を離脱。衛星軌道上でルナトランスポーターとドッキングし月まで牽引される。月からの発進時にはルナベースのマスドライバーを使用。大気圏内では原型機とは異なりそれなりの運動性を発揮できるが、宇宙空間での運動性は低い。
機内には客室のほかにカーゴベイがあり、各種コンテナやキャビン・ルームを搭載することができる。固定武装として胴体後部に二連装の対ミサイル用レーザー砲塔1基を有するほか、中期型以降の機体は両翼に長距離用レーザーを装備。また、ミサイル母機として運用することも可能で、そのためのミサイルパイロンも有している。このほか、試作4号機までには格納可能な特殊強化積層ガラス製の観測ドームが備えられていた。
なお、「フレイヤ型」という後継機も存在する。
CC-104 ルナトランスポーター
SCFが複数隻を運用する大気圏外用宇宙船。通称「トレーラー」。多種多様な任務につける全長300 m強の大型船で、観測ドームを有する先端の操縦・居住区画と後部の高出力核融合エンジンユニットを繋ぐ主骨格（ブリッジ）に、ワルキューレなどとのドッキングユニットや作業用ユニット、コンテナ型整備ドック、スペース・ラブなどの各種ユニットを組み込むことができる。また、行動範囲は火星軌道にまで及ぶ。
一隻ごとに船名が与えられており、作中には「タバック」や、7m反射望遠鏡などの各種探査機器を搭載する改造が行われた調査船「バックベアード」などが登場している。また、ミサイル母艦に改造されたものも存在する。
ダイアナ・シリーズ
地球衛星軌道や月周回軌道に配備されているSCFの哨戒衛星。ダイアナ10号までが存在し、うち1号と6号が失われている。主に太陽系内をUFOの探知を目的としており、高分解度のTW2000型重力検知機が搭載されている。なお、太陽系外のUFOの探知には、各惑星軌道上に多数配備されている人工惑星「シルヴィア・シリーズ」が使用されている。
CF-38 ナイトホーク
SCFの主力宇宙戦闘機。細めの胴体に巨大なエンジンを装備したアンバランスなフォルムを持つ。ルナベースやブルーサーチなどに配備されている。また、同種の機体として「スターライナー」という宇宙戦闘機も登場しており、こちらもエンジンとタンクのみを組み合わせたような形状をしている。
CI-40 エリアル
CF-38の後継機として開発された大型の宇宙戦闘機。『妖精作戦』の時点では制式採用前の「XCI-40」という名称で登場しており、エリアルという名前が登場するのは『カーニバル・ナイト』からである。本来は超能力者専用の機体ではないが、作中ではスターボウ部隊所属機のみが登場している。
大気圏外のみを行動範囲とした、エンジンにコックピットをつけたような形状をしており、作中では「不格好」「グロテスク」と評されている。CF-38を大きく上回る戦闘性能を持ち、機体強度や速力もCF-38より高い。武装は両翼に装備された荷電粒子ビーム砲と宇宙空間用の追尾式ミサイル。このほか、機体各部に高機動バーニアや切り離し可能な推進剤タンクを装備。また、スターボウ部隊所属機には超能力者用の感応装置が搭載されている。
シャングリラ
ルナベースに配備されているスペースシャトル。軌道船番号OV-017。NASAが運用しているオービタの同型機だが、エンジンや姿勢制御ノズルの出力強化や高機動バーニア・システムの装備、耐熱タイルの材質の装甲セラミックへの変更などの改修が行われており、機動性や大気圏突入可能速度などはNASAの同型機をはるかに上回っている。また、エンジンの強化を補うためか、貨物搭載室は丸ごと燃料タンクとなっている。武装としてペイロード・ベイ内にミサイルランチャーを装備。
FR-25C ニンフェット
カサンドラに艦載されている複座のVTOL戦闘機。主翼はアロー翼。通常任務は空中戦だが、主翼下に大型の索敵ポッドを懸架することも可能。
ラーナIII
アンドロメダ級に試験配備されているSLOF（潜水艦発射型軌道戦闘機）。ブルーサーチやルナベースの宇宙戦闘機が撃ち漏らしたUFOを低高度衛星軌道で迎撃するために開発されたもので、SLBMと同様の発射サイロから垂直発射される。
本体は旧式化したSCFのラーナII型シャトルをベースとした双垂直尾翼のリフティングボディ機で、後部に艦対軌道多弾頭ミサイルをベースとした固体燃料ロケットブースターパックを装備する。緊急迎撃用の機体であるため、発進シーケンスはほぼ完全に自動化されている。既存技術の寄せ集めのため様々なトラブルが頻発しており、テストは思うように進んではいない。
UFO
いわゆる未確認飛行物体。1945年から目撃数が急激に増加し、1960年に非公式の飛行を行っていたボストーク宇宙船を撃墜したことで、人類に対する敵対意志を持っていることが明らかになった。
外見は流星のような白い発光体で、複数のタイプが存在する模様。機動にバーニアの類は用いられていない。攻撃手段は正体不明の高エネルギー波のパルスビーム。撃墜された残骸が解析されてはいるが、エネルギー系などの多くの点は未だに不明のままである。また、長距離間の移動には空間歪曲によるワープ航法を用いているが、大型天体などの重力源の近くでワープを行うことは少ない。
操っている存在に関してはさらに不明な点が多く、宇宙人の標本こそ存在するものの、その種族のみに操られているのかすら判明していない。SCFはその目的を人類の宇宙進出の妨害、飛来したきっかけは人類による核兵器の実用化であると推定している。また、作中でUFOを操る存在から送られてきたUHFは、ケンタウルス座方向の300億キロメートル以上彼方から発信されていた。
星南大学付属高校
榊らが通っている全寮制の私立高等学校。「星南学園」とも呼ばれる。所在地は東京都国立市（国立駅の南側）で、学校前を「楡（エルム）通り」が通っている。榊・沖田・真田は男子部2年B組、ノブとつばさは女子部2年2組に在籍。
敷地は大学部と隣接しており、敷地内には男子部・女子部別にある校舎と校庭のほか、講堂、体育館、男子部寄宿舎「金紺館（きんこんかん）」、女子部寄宿舎「桂木荘」、自動車部・航空部などが共同で使用している男子部校舎脇の大倉庫（通称「格納庫」）、50メートルプールや屋内プールなどがある。また、大学部と高等部の境には大温室があり、内部は最大樹高40メートルのジャングルと化している。大学部の詳細は不明だが、敷地内に原子炉が存在する。

## 影響
この作品に影響を受けた作家は数多く、谷川流は創元SF文庫版『カーニバル・ナイト』の解説において、長門有希は和紗結希のオマージュと書いている。有川浩は著書『レインツリーの国』で重要な役割を果たす「フェアリーゲーム」は『妖精作戦』のオマージュであり、創元SF文庫版の解説において「トラウマ」と書いている。秋山瑞人はこの作品の結末に衝撃を受け『イリヤの空、UFOの夏』を書いた。他に小川一水などファンは多い。

現在のライトノベルに影響を与えた点として、三村美衣は『ライトノベル30年史』において、
主人公たちはただの高校生だが、おたく的な知識が事件解決の手段として使われている。また70年代から80年代のアニメや特撮物を共通基盤にした独特のノリ、型番やスペックをそのまま出すメカの書き込みなど、同時代的情報を共有する小説の流れは本作から始まったといっていい。
と述べている。

## 既刊一覧
ソノラマ文庫版
妖精作戦（第1巻）の挿絵画家は初版のみ若菜等で、後に平野俊弘へ変更されている。2巻以降は初版から平野である。
1. 『妖精作戦』1984年8月31日初版発行、ISBN 4-257-76283-7
2. 『ハレーション・ゴースト 妖精作戦 PART II』1985年1月30日初版発行、ISBN 4-257-76294-2
3. 『カーニバル・ナイト 妖精作戦 PART III』1985年5月31日初版発行、ISBN 4-257-76303-5
4. 『ラスト・レター 妖精作戦 PART IV』1985年9月30日初版発行、ISBN 4-257-76314-0

1994年に、挿絵画家を御米椎に変更した新装版が出版された。「10年目の後書き」を追加収録。
1. 『妖精作戦』1994年10月31日第1刷発行、ISBN 4-257-76697-2
2. 『ハレーション・ゴースト 妖精作戦 PART II』1994年10月31日第1刷発行、ISBN 4-257-76698-0
3. 『カーニバル・ナイト 妖精作戦 PART III』1994年11月30日第1刷発行、ISBN 4-257-76702-2
4. 『ラスト・レター 妖精作戦 PART IV』1994年11月30日第1刷発行、ISBN 4-257-76703-0

朝日ソノラマカセット文庫版『妖精作戦』
下記のラジオドラマをカセットで発売したもの。

創元SF文庫版
2011年に表紙の画家をD.Kに変更して復刊された。挿絵は無く、「27年目の後書き」（1 - 3巻）、「最後の挨拶」（4巻）を追加収録。
1. 『妖精作戦』2011年8月31日初版発行、ISBN 978-4-488-74101-3
2. 『ハレーション・ゴースト 妖精作戦 PART II』2011年12月22日初版発行、ISBN 978-4-488-74102-0
3. 『カーニバル・ナイト 妖精作戦 PART III』2012年3月23日初版発行、ISBN 978-4-488-74103-7
4. 『ラスト・レター 妖精作戦 PART IV』2012年11月30日初版発行、ISBN 978-4-488-74104-4

コミカライズ
TOブックスのウェブコミックサイトのcomicコロナにて連載。漫画はもとむらえり、メカニック監修は迂闊十臓。
タイトルは『妖精作戦 OPERATION FAIRY』、連載期間は、2018年3月26日 - 12月3日（以後休載）。未単行本化。

## ラジオドラマ
NHK-FM「アドベンチャーロード」にて放送。
放送期間は、1989年2月13日 - 2月21日（計10話）。
脚本は1巻を基にしており、キャラクターは真田を除いて小説版に準拠。ソノラマカセット文庫より上下巻に分けて発売されている。
- スタッフ - 脚色：関澄一輝、音楽：大島ミチル、演出：竹内豊、音響効果：広瀬洋介、技術：小倉善二、イラスト：平野俊弘